# Weingut Broel

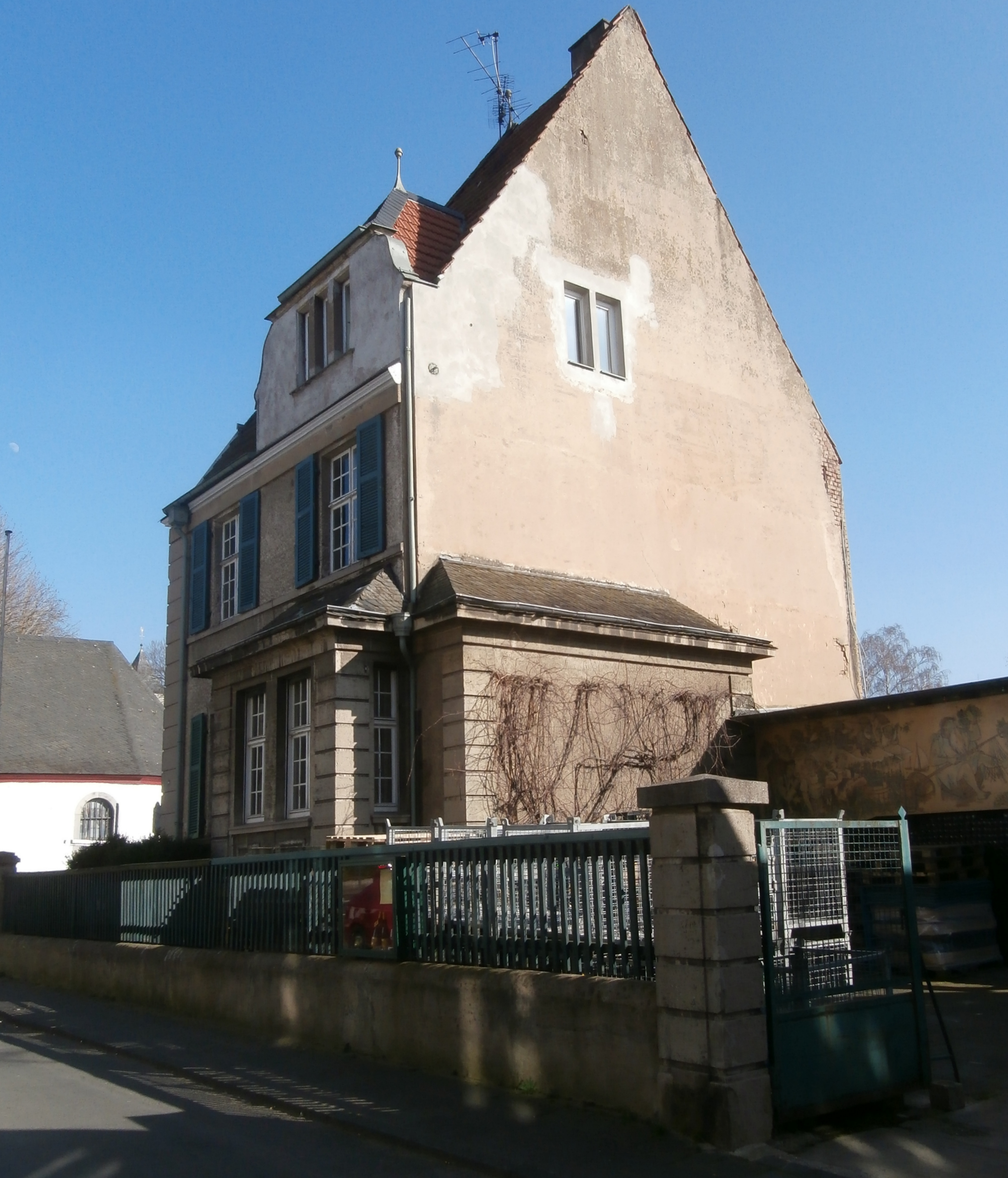
Weingut Broel, Wohnhaus (2014)

Das Weingut Broel (auch Weingut Domley) in Rhöndorf, einem Ortsteil der Stadt Bad Honnef im nordrhein-westfälischen Rhein-Sieg-Kreis, ist der einzige verbliebene Winzerbetrieb des Ortes. Das Weingut von 1905 (Karl-Broel-Straße 3a) und das zugehörige Wohnhaus von 1904 (Karl-Broel-Straße 3/Rhöndorfer Straße) stehen als Baudenkmal unter Denkmalschutz.
Die Familie Broel besaß bereits seit Mitte des 19. Jahrhunderts in Rhöndorf ein Weingut. Um 1905 wurde es aus dem Hotel Wolkenburg an den gegenüberliegenden heutigen Standort verlegt. Bekanntheit erlangte das Gut unter Führung von Karl Broel (1882–1920), einem Stadtverordneten. Nachdem Bonn 1949 Regierungssitz der Bundesrepublik Deutschland geworden war, avancierte das Weingut in dem Wohnort des ersten Bundeskanzlers Konrad Adenauer zu einer Begegnungsstätte von hochrangigen Politikern.
Zum Weingut gehören eine Kelleranlage, Kelterhalle, Kontor und eine Fassküferwerkstatt. Der Weinkeller des Weinguts gilt als der größte im Siebengebirge. Es bewirtschaftet eine Fläche von 2,5 Hektar in der Rhöndorfer Einzellage Drachenfels innerhalb der Großlage Petersberg, auf der es heute nur noch Weißweine anbaut. In einen Pfeiler des Eingangs zum Weingut ist ein Güterstein aus den Weinbergen des früheren Kölner Domkapitels am Drachenfels eingelassen, der das kurkölnische Wappen und Simon Petrus zeigt. Im Garten sind noch Teile einer alten Schraubenpresse zu sehen.
Die Eintragung des Wohnhauses und der Weinkellerei in die Denkmalliste der Stadt Bad Honnef erfolgte am 11. November 1982.

## Weine des Weinguts
Das Weingut hat sich auf den An- und Ausbau der folgenden Rebsorten spezialisiert
| Rebsorte  | Züchtungsjahr | Abstammung                 | Herkunft          | Reife      |
| --------- | ------------- | -------------------------- | ----------------- | ---------- |
| Riesling  | 1435*         | Heunisch x unklar          | oberes Rheintal   | spät       |
| Scheurebe | 1916          | Riesling x Trollinger      | Alzey             | mittelspät |
| Kerner    | 1929          | Riesling x Buketttraube    | Lauffen am Neckar | mittelspät |
| Rivaner   | 1882          | Riesling x Madleine Royale | Rheingau          | früh       |

Die konkrete Abstammung des Rieslings ist in der Literatur umstritten. Ampelographen gehen jedoch mittlerweile davon aus, dass es sich bei dem Riesling um einen Nachkommen von am Rhein heimischen Rebsorten handelt.
- Die längste beurkundete Rielsingtradition geht auf den 13. März 1435 zurück, als das Wort Riesling erstmals in einem offiziellen Dokument erwähnt wurde.[8]

## Auswirkungen der Covid-19-Pandemie
Im Zuge der durch die weltweite Covid-19-Pandemie ausgelösten Restriktionen im Bereich des Tourismus sowie den Rückgang bei den Vor-Ort-Verkäufen, hat auch dieses Weingut, wie viele andere kleinere und mittlere Unternehmen, Einschränkungen des eigenen Geschäftsmodells hinnehmen müssen. Um nach neuen und attraktiven Alternativen zu suchen, wurde eine Kampagne gestartet, die die Online-Vermarktung von Weinen mit humorvollen Label-Gestaltungen vorantreibt und dabei den Einsatz digitaler Medien forciert. Dadurch sollen die Auswirkungen der Pandemie auf den stationären Handel abgefedert werden.